# Sławęcin (województwo podkarpackie)
Sławęcin – wieś w Polsce położona w województwie podkarpackim, w powiecie jasielskim, w gminie Skołyszyn.
W roku 2021 we wsi mieszkało 309 mieszkańców, z czego 52,8% stanowiły kobiety, a 47,2% mężczyźni.
| SIMC    | Nazwa      | Rodzaj    |
| ------- | ---------- | --------- |
| 0360371 | Babia      | część wsi |
| 0360388 | Rzyckie    | część wsi |
| 0360394 | Za Sztreką | część wsi |

Miejscowość leży nad rzeką Ropą, w pobliżu drogi krajowej 28 i linii kolejowej nr 108 ze stacją w Skołyszynie.
Wieś jest siedzibą Parafii Świętej Katarzyny założonej w 1326 z zabytkowym kościołem z 1779, należącej do dekanatu Jasło Zachód, w diecezji rzeszowskiej.

## Położenie geograficzne
Sławęcin leży w Obniżeniu Gorlickim (513,66) na Pogórzu Karpackim w południowo-wschodniej Polsce. Wieś graniczy ze Skołyszynem, Bączalem Dolnym, Siedliskami Sławęcińskimi, Pustą Wolą i Kunową. Obszar wsi wynosi 143,1 ha co stanowi zaledwie 1,8% powierzchni gminy.
W latach 1975–1998 miejscowość znajdowała się w województwie krośnieńskim.

## Historia
W Sławęcinie znaleziono złoty solid cesarza Marcianusa (450-457), co może sugerować, że przebywali tu ludzie już w V w.
Źródła historyczne podają, że najstarsza w okolicy jest założona w XIII w. Siepietnica, po niej Sławęcin (1326) i Kunowa, powstałe w pierwszej połowie XIV w. Własność królewską stanowił Sławęcin, Siepietnica oraz Grudna Kępska. W 1890 ustanowił zaborca 18 cyrkułów podlegających gubernatorowi we Lwowie. Sławęcin, Skołyszyn, Lisów i weszły w skład cyrkułu jasielskiego.

## Ludność
Na koniec 2015 Sławęcin liczył 361 mieszkańców, a średnia gęstość zaludnienia  wynosiła 252 osoby/km² przy średniej gminy Skołyszyn 162 osoby/km². Według danych na koniec 2012 na ogólną liczbę 380 mieszkańców było 203 kobiet i 177 mężczyzn; 297 osób dorosłych i 83 osób poniżej 18 roku życia oraz 58 mieszkańców w wieku emerytalnym.

- Wykres liczby ludności w Sławęcinie na przestrzeni lat[8][9][10][11]:

## Zabytki
Obiekty wpisane na listę zabytków województwa podkarpackiego: 
- Drewniany kościół parafialny pw. św. Katarzyny (numer rejestru A-223 z dnia 15.11.1990 roku). Zbudowany w 1779 staraniem proboszcza Michała Dyktanowicza i Ignacego Łętowskiego, właściciela wsi Sławęcin[12].

Obiekty ujęte w gminnej ewidencji zabytków:  
- Cmentarz parafialny z kaplicą Zborowskich zbudowaną około 1844
- Cmentarz z I wojny światowej

- Cmentarz choleryczny
- Murowana kapliczka przydrożna datowana na lata 1890-1910

## Turystyka
Szlaki piesze 
- fragment Międzygminnego spacerowego szlaku turystycznego Święcany-Przybówka, który został wytyczony w 1995.

 Inne 
- W Sławęcinie co roku organizowane są zloty/spotkania motocyklowe. Spotkania cieszą się dużym zainteresowaniem ze strony młodzieży, jak i poważnych grup z całej Polski.

## Galeria

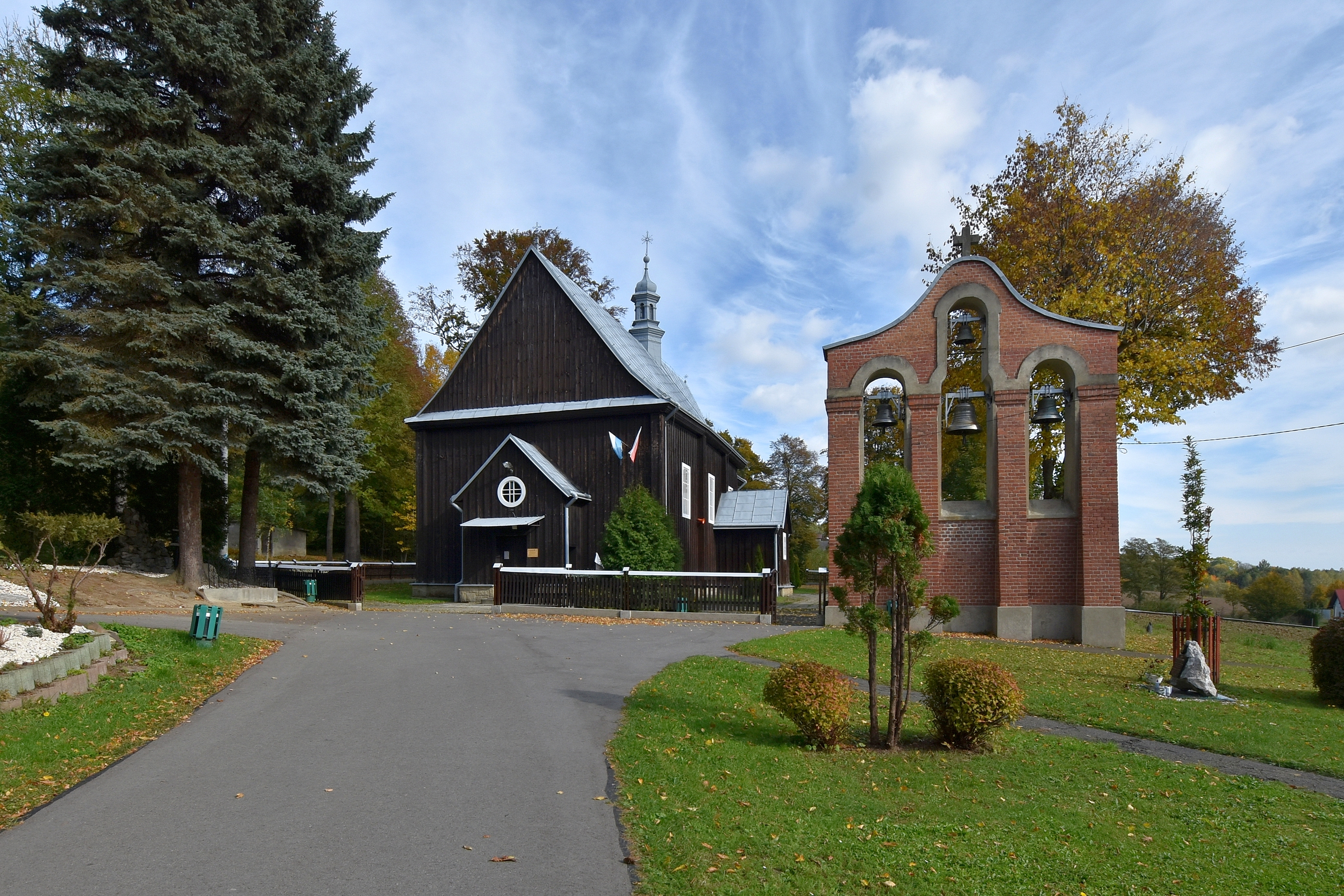
Kościół św. Katarzyny z dzwonnicą
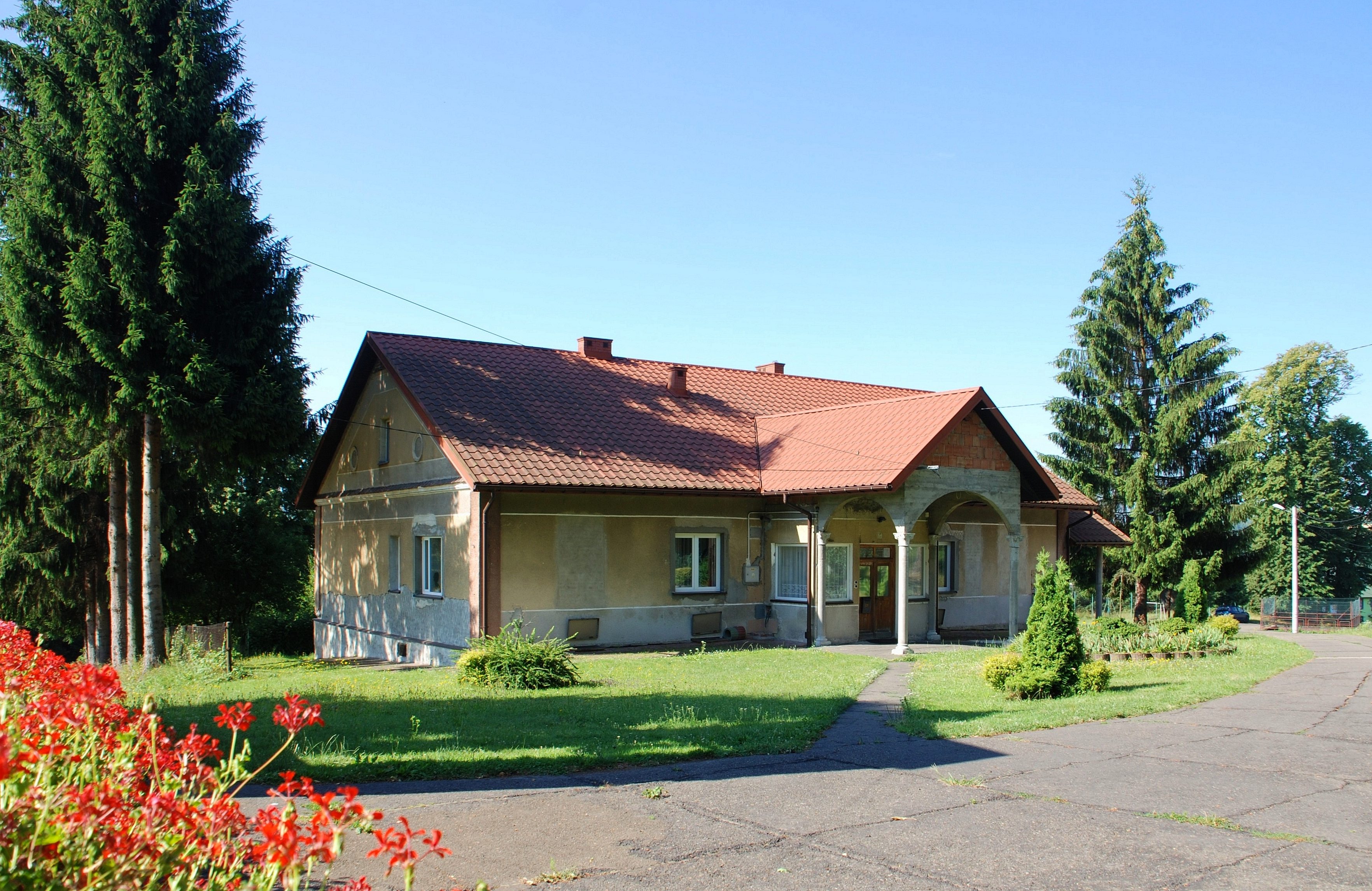
Plebania
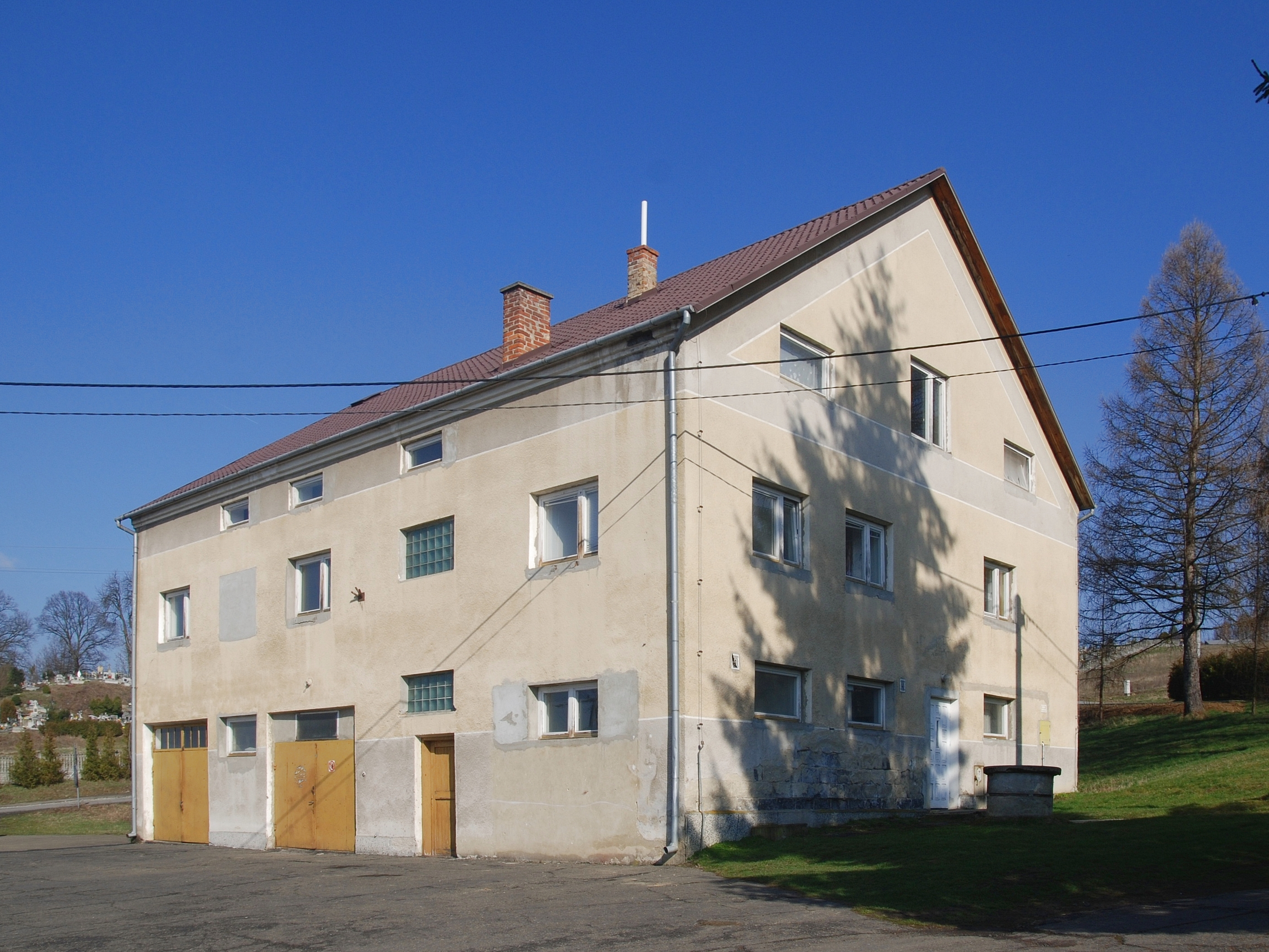
Dom parafialny (wyburzony w 2025)
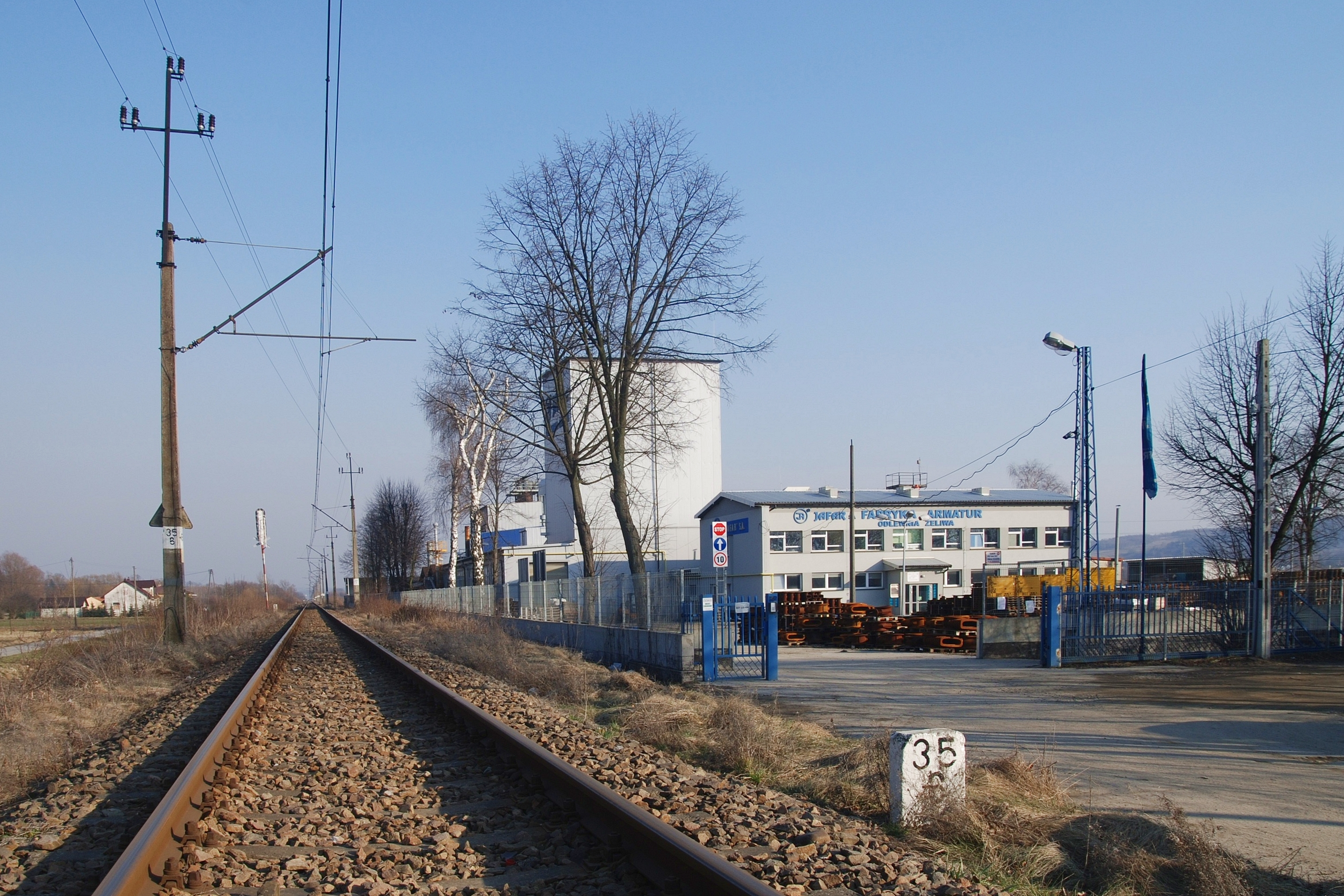
Fabryka Armatur Jafar
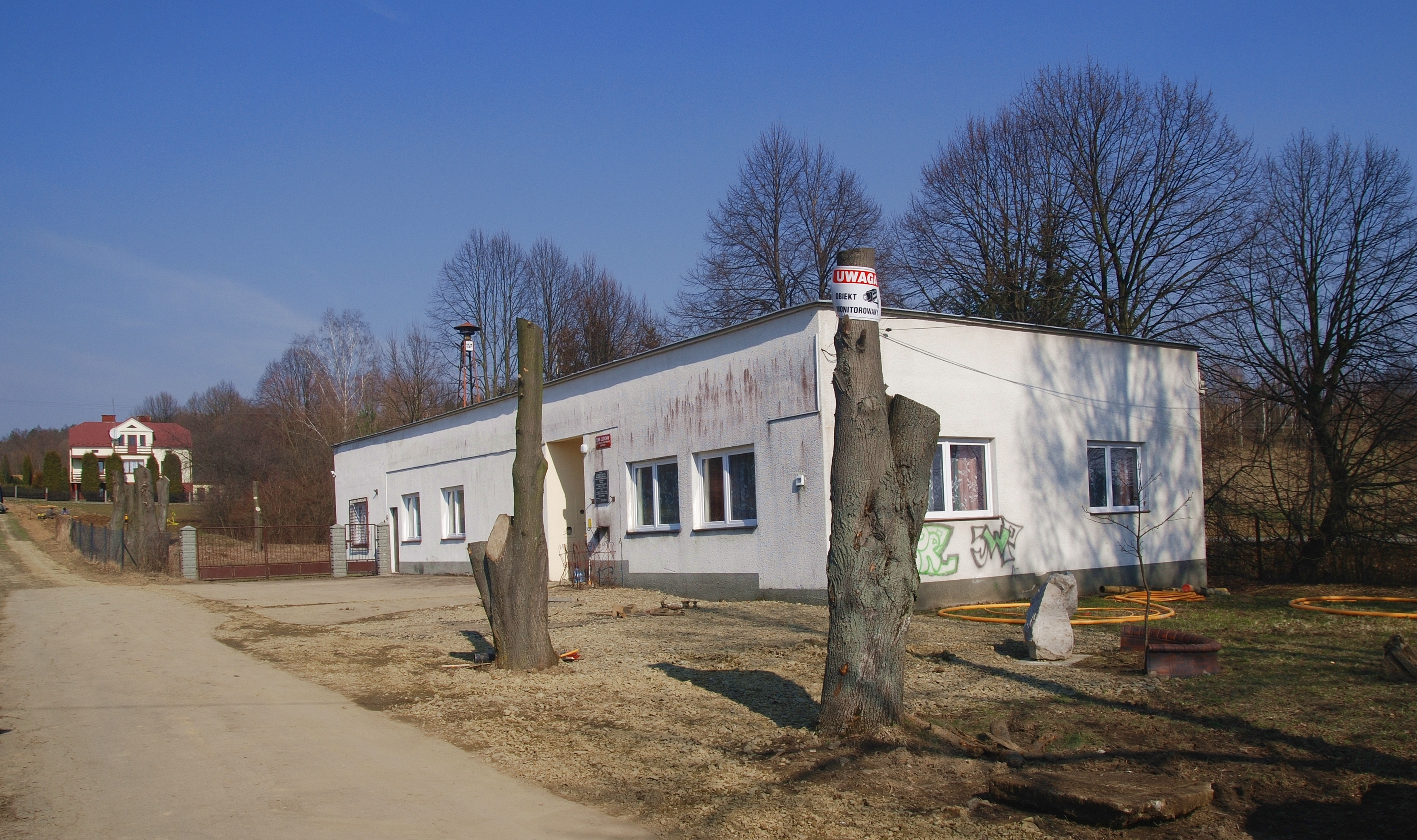
Dom ludowy
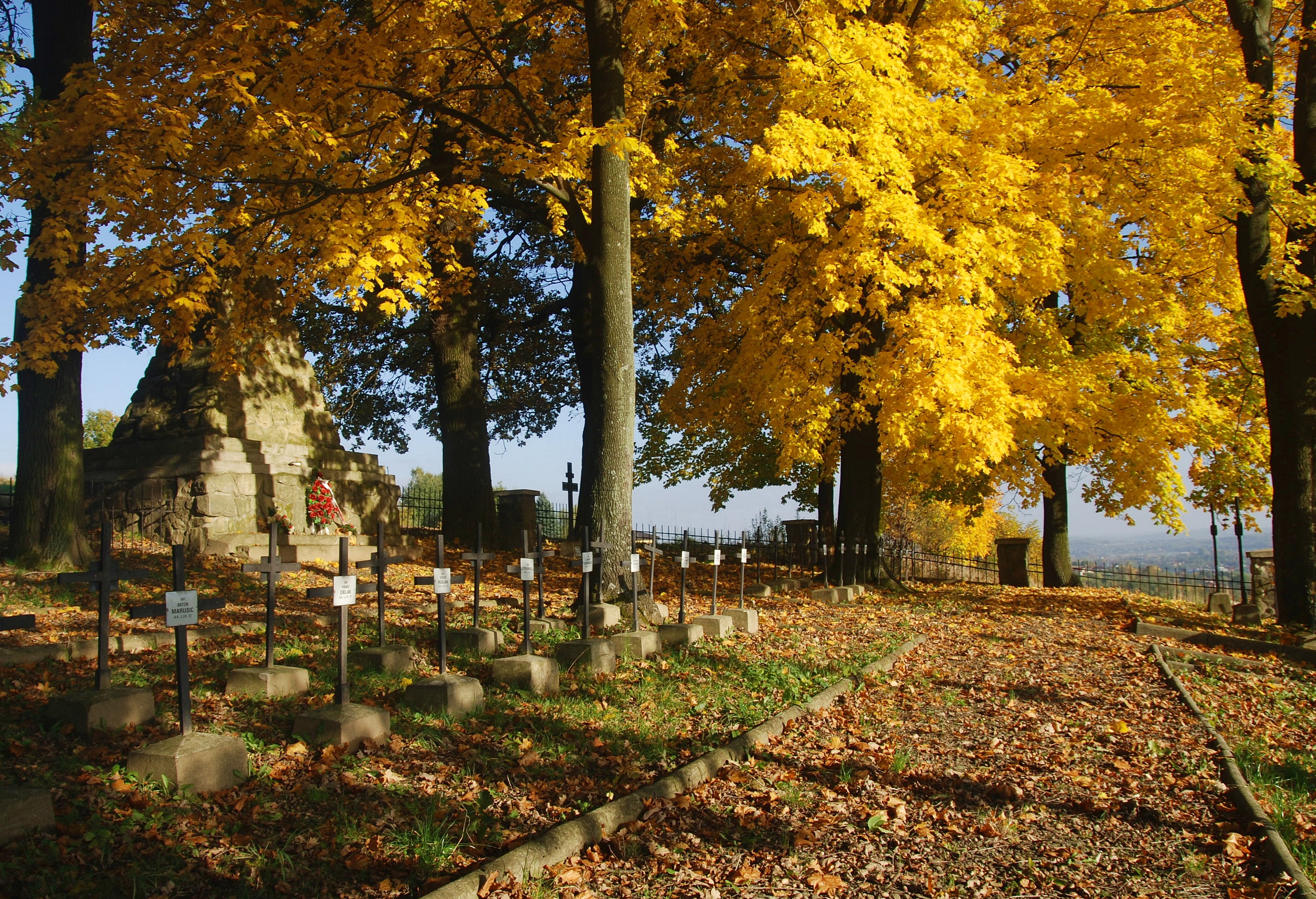
Cmentarz wojenny nr 26
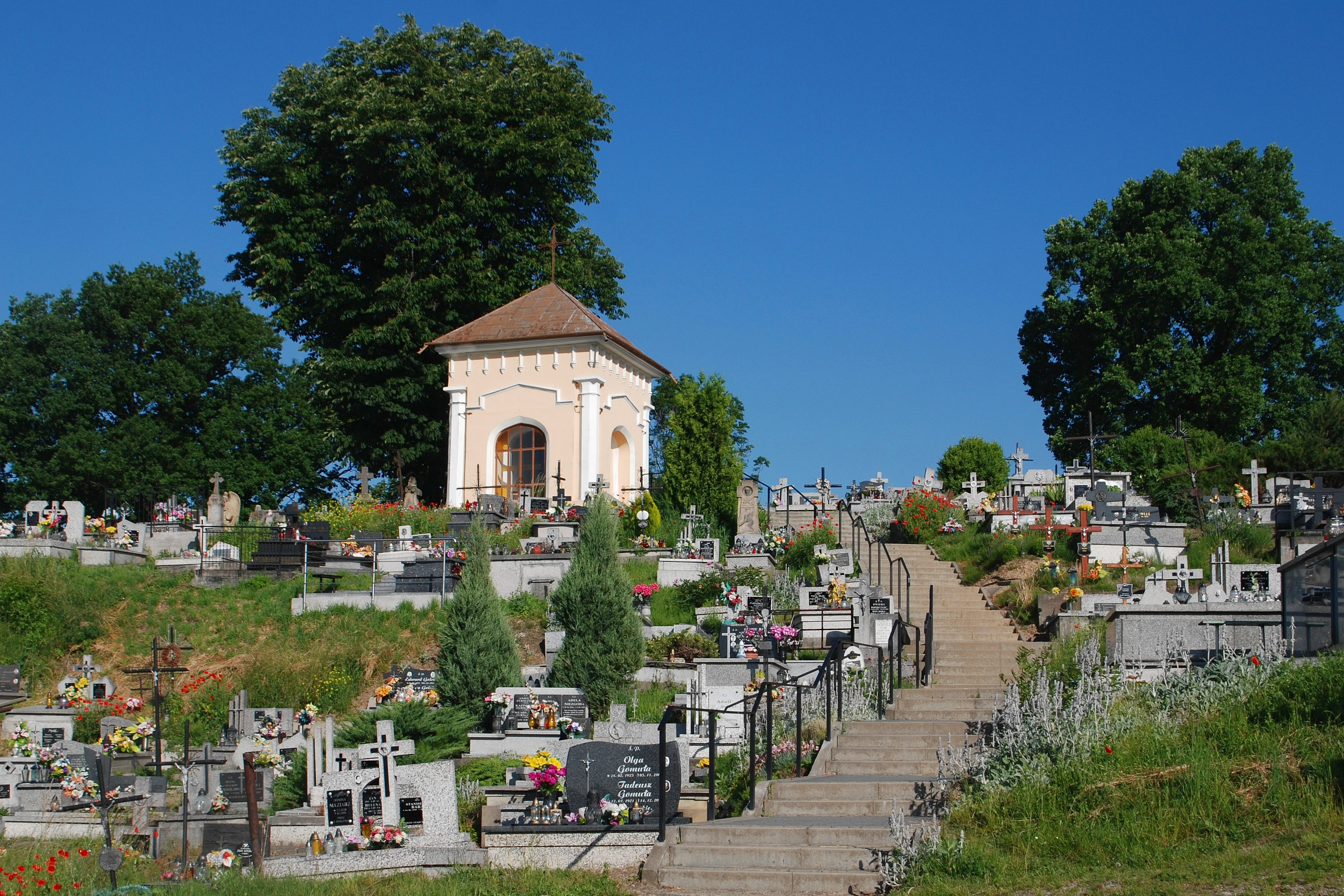
Cmentarz parafialny z kaplicą Zborowskich
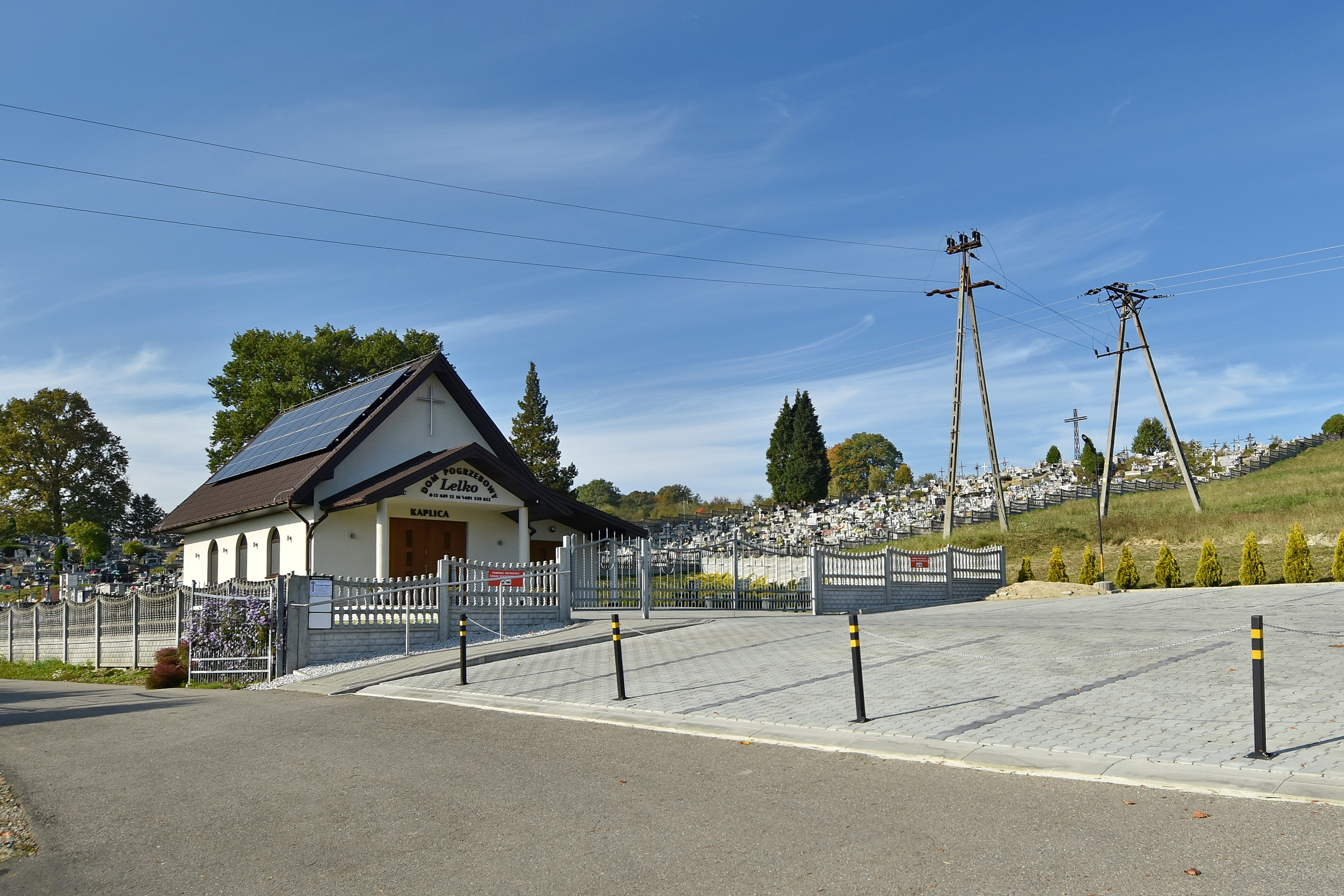
Kaplica cmentarna
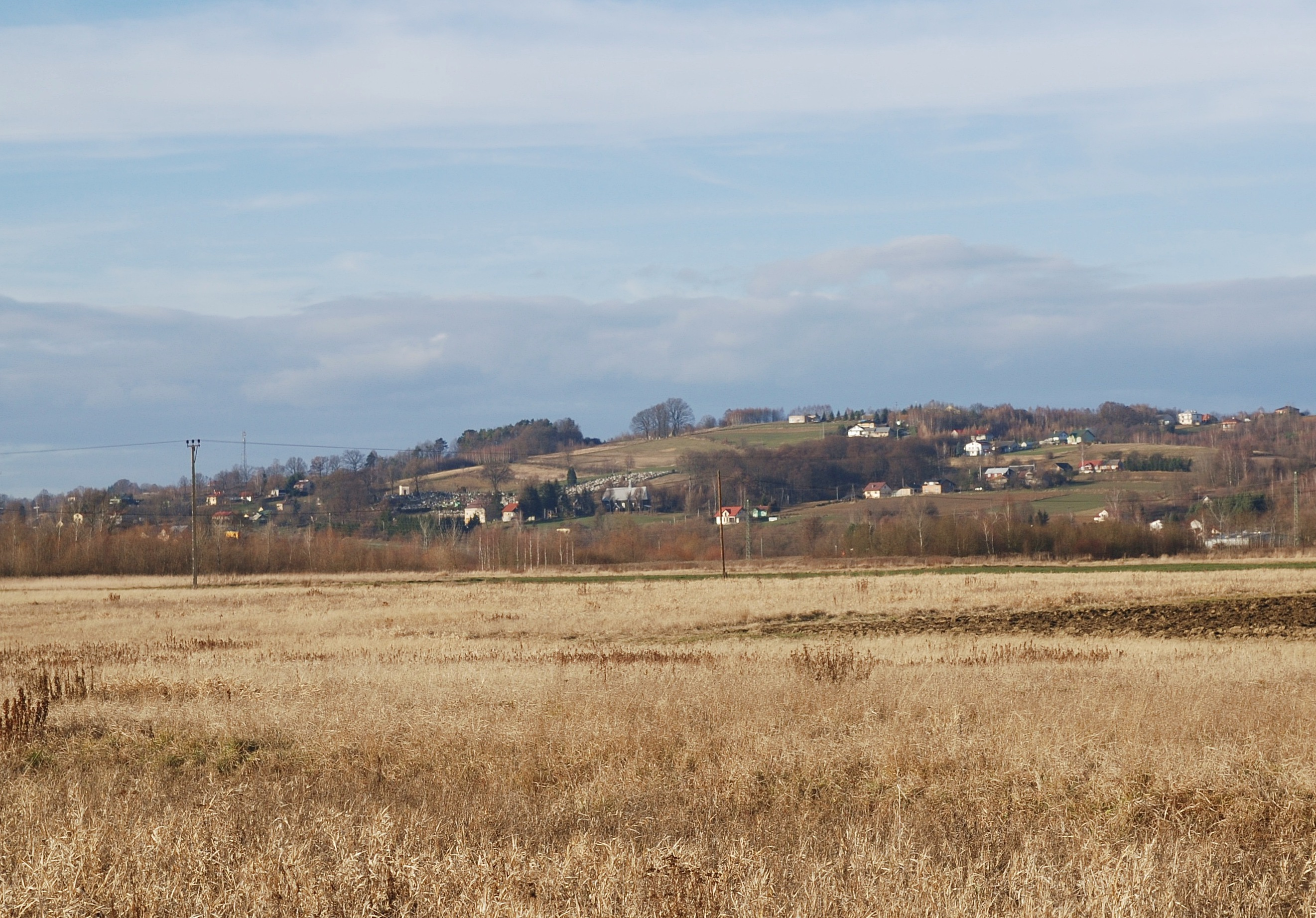
Widok na wieś od strony poł.-wsch.